# 撫仙金線魮
撫仙金線魮（学名：Sinocyclocheilus tingi）为輻鰭魚綱鯉形目鲤科金线鲃属的模式种，被IUCN列為瀕危保育類動物，分布於亞洲中國雲南省的撫仙湖。本魚體細長且側扁，吻略尖，口端位，具觸鬚2對，背鰭鰭條後緣具鋸齒且變硬，體被圓鱗，側線明顯，側線鱗62-72枚，尾鰭叉形，胸鰭不及腹鰭起點，體色淺灰色，腹部白色，魚鰭略帶黃色，體長可達18.3公分，棲息在湖泊洞穴底中層水域，生活習性不明，目前正研究人工繁殖。

## 扩展阅读
維基物種上的相關：撫仙金線魮